# تجمع بحاث (المهرة)

تعديل مصدري - تعديل

تجمع بحاث هو "تجمع بدوي" في عزلة الفيدمي بمديرية الغيظة التابعة لمحافظة المهرة، بلغ تعداد سكانها 40 نسمة حسب تعداد اليمن لعام 2004.